# Troubsko (železniční zastávka)
Troubsko je železniční zastávka v km 146,126 železniční trati Brno–Jihlava mezi stanicemi Brno-Horní Heršpice a Střelice, ale rovněž na trati Brno – Hrušovany nad Jevišovkou-Šanov. Zastávka se nachází na jihovýchodním okraji obce Troubsko.

## Historie
V prosinci 1855 byla dokončena výstavba železniční tratě z Brna do Božího Požehnání (dnes Zastávka). Vlastníkem byla Brněnsko-rosická dráha, která se zabývala především přepravou uhlí z rosicko-oslavanského uhelného revíru do Brna. První vlak (poslední kontrolní jízda) tažený lokomotivou Rossitz zde projel 27. prosince 1855, na zpáteční cestě vezl uhlí do Brna. Pravidelná nákladní doprava byla zahájena 2. ledna 1856 a osobní doprava 1. července 1856 s jedním poschoďovým vagonem.
V roce 1871 Rakouská severozápadní dráha postavila trať z Jihlavy do Okříšek jako součást své hlavní trati z Vídně do Děčína, na kterou v roce 1886 navázal propojovací úsek Českomoravské transverzální dráhy mezi Okříškami a Božím Požehnáním. Roku 1872 byla uvedena do provozu druhá kolej z Brna do Střelic. Zastávka, nacházející se jihovýchodně od Troubska a jižně od Bosonoh a původně nesoucí název Troubsko-Bosonohy, byla otevřena 15. května 1881.
Na začátku 20. let 21. století byl úsek Brno–Střelice, včetně zastávky Troubsko, elektrizován a modernizován. Stavební práce byly zahájeny na jaře 2020 s plánem dokončení koncem roku 2021. V červnu roku 2020 byly zahájeny práce, během výluk byla průjezdná byla pouze jedna kolej pro spěšné vlaky a rychlíky. Po rekonstrukci, která byla ukončena v září 2021, je traťová rychlost 100 km/h a po zavedení ETCS ovládané z Brna pak bude 120 km/h.

## Popis
U trati byl postaven typizovaný strážní domek čp. 128 na půdorysu obdélníku se středovým rizalitem a sedlovou střechou. Čekárna s výdejnou jízdenek byla postavena až v roce 1929 a byla v zimě vytápěna. Z hradla v Troubsku byly obsluhovány mechanické závory na přejedu v obci, závory na silnici Bosonohy–Ostropovice a na přejezdu, který sloužil jako vjezd do polí ze silnice Ostropovice–Střelice. Hradlo v zastávce sloužilo do roku 1991, kdy byly mechanické závory nahrazeny světelnými a také v tomto roce byla zrušena čekárna. V roce 1992 bylo instalováno automatické hradlo. V roce 2021 už byly jízdy vlaků mezi stanicemi Brno-Horní Heršpice – Střelice zabezpečeny pomocí obousměrného automatického bloku, takže automatické hradlo v Troubsku zaniklo.
Zastávka má dvě vnější nástupiště s bezbariérovým přístupem. Délka nástupišť je 170 m, nástupní hrana je ve výšce 550 mm nad temenem kolejnice. Cestující jsou informováni pomocí rozhlasu, který ovládá výpravčí ze Střelic. Cestujícím slouží přístřešky a informační tabule. V blízkosti je autobusová zastávka.
U zastávky se v km 146,079 nachází přejezd P3945, kde trať kříží silnice III/15269 (troubské ulice Ostopovická a U Dráhy). Přejezd je vybaven světelným přejezdovým zabezpečovacím zařízením se závorami.

### Vechtrovna
Ze strážního domku je od roku 2015 nádražní restaurace Vechtrovna. 

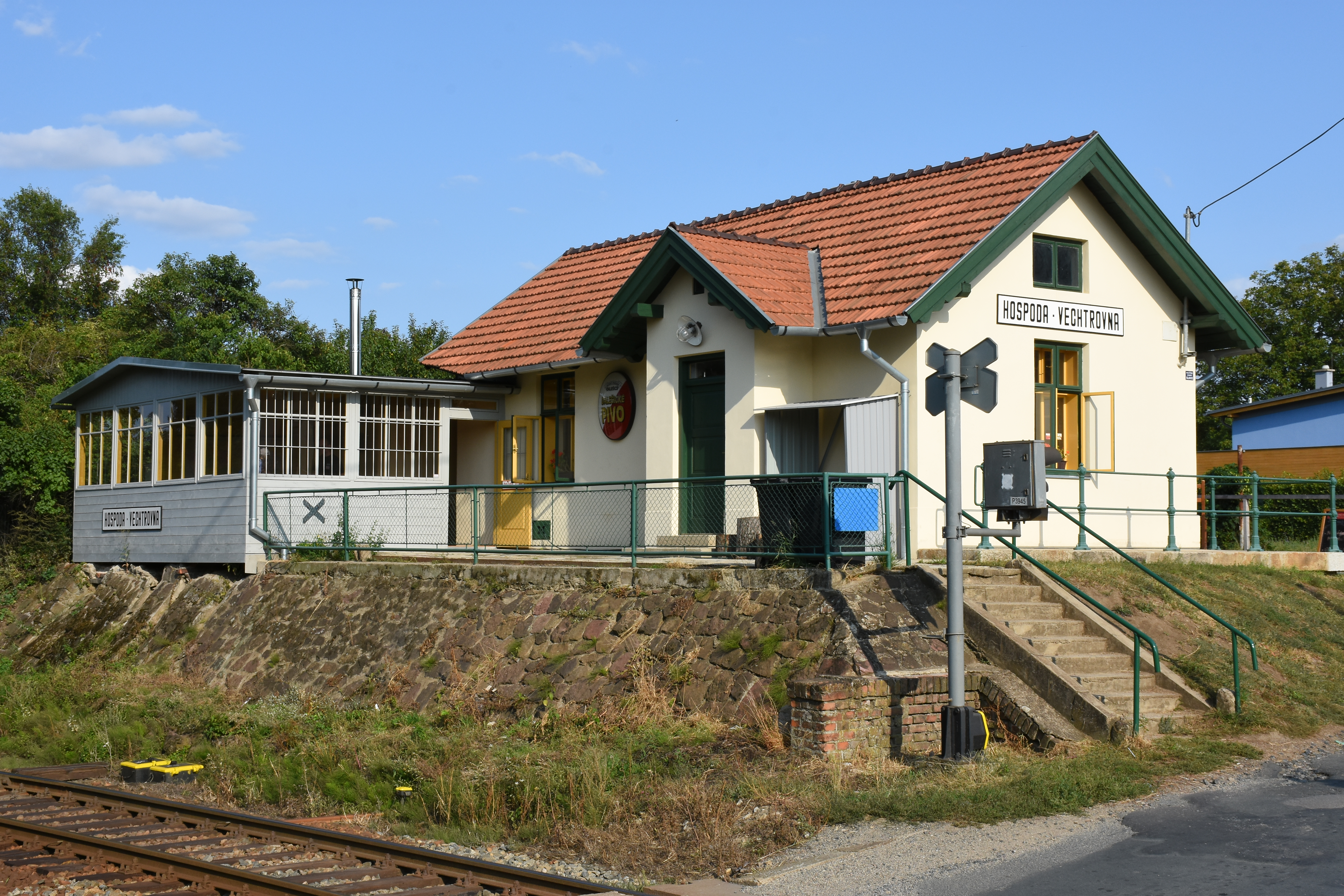
Strážní domek přestavěný na restauraci. V prosklené dřevěné části bylo ovládání závor
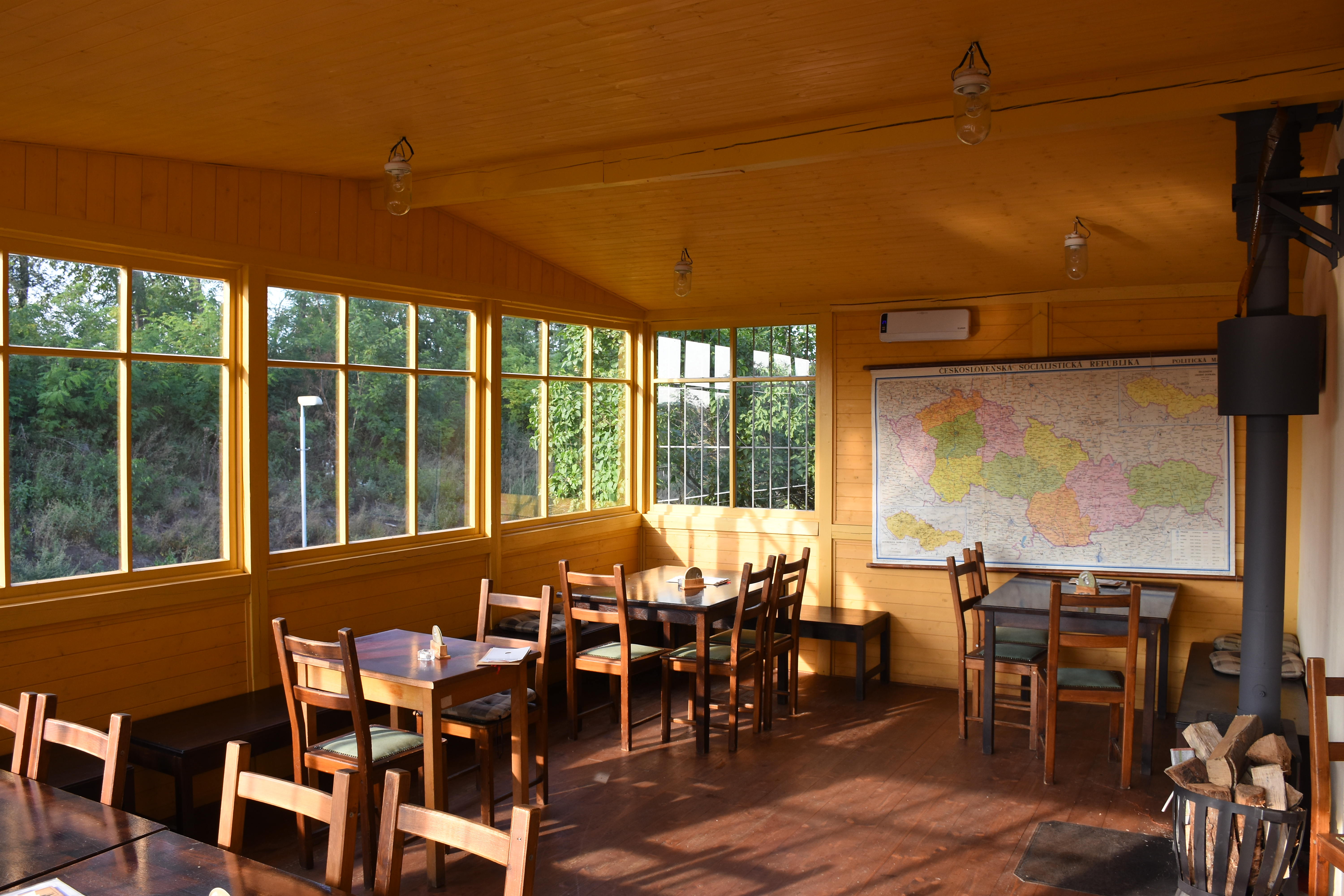
Interiér